# Nyírmező (Beszterce-Naszód megye)
Nyírmezőtanya (románul: Dumbrava) falu Romániában, Erdélyben, Beszterce-Naszód megyében.

## Fekvése
Almásmálom közelében fekvő település.

## Története
Nyírmezőtanya korábban Almásmálom része volt, 1956 körül vált külön, ekkor 116 lakosa volt.
1966-ban 118 lakosából 63 román, 55 magyar, 1977-ben 99 lakosából 50 román, 49 magyar, 1992-ben 60 lakosából 28 román, 32 magyar, a 2002-es népszámláláskor pedig 57 lakosából 26 román, 31 magyar volt.